# Castro romano de Noviodunum
El castro romano de Noviodunum (en rumano: Castrul roman Noviodunum), también conocido como Noviodunum ad Istrum, fue un castrum y un puerto de la provincia romana de Moesia Inferior, situado en el bajo Danubio, en su orilla derecha.

## Situación
El castro romano de Noviodunum está ubicado en la orilla del Danubio,  2 km al este de Isaccea, distrito de Tulcea. El fuerte fue la base de la unidad militar naval Classis Flavia Moesica. 
La plataforma suroeste, marcada por la presencia del túmulo Kurgan-Vizir (con una circunferencia de 400 m, una altura de 73 m y una pendiente de 75-90°), está salpicada por numerosos túmulos funerarios de la necrópolis de la ciudad romana. Los montículos están alineados a lo largo de líneas radiales, a ambos lados de las antiguas arterias viales que conectaban la fortaleza con el territorio.

## Historia

### Antigüedad
Mencionado por autores antiguos y bizantinos (Claudio Ptolomeo, Amiano Marcelino, Procopio de Cesarea, Jordanes y Constantino Porfirogéneta), en fuentes cartográficas y en relatos de viajeros medievales, Noviodunum desempeñó un importante papel estratégico y económico en el Bajo Danubio. La posición geográfica de este asentamiento ofreció a los romanos la posibilidad de supervisión y control de la frontera de todo el limes romano en el norte del Danubio. 
Aquí construyó un puente en el 514 a. el emperador Darío de Persia, para pasar a tierra de los escitas. Los griegos de las ciudades pónticas fundaron en este lugar una factoría de comercio
Con el establecimiento de los romanos en Dobruja, Noviodunum se convirtió en el cuartel general de una de las legiones encargadas de custodiar esta frontera. En el orden de sucesión, las unidades de la Legio XI Claudia, la Legio V Macedonica (hasta la época de Marco Aurelio), la Legio I Iovia (desde Diocleciano) o la Legio II Herculia estuvieron estacionadas aquí. Asimismo era base de flota fluvial romana, la Classis Flavia Moesica. La posición geográfica ofrecía a la fortaleza la posibilidad de vigilancia y control de toda la frontera norte (limes) del Danubio. Esta importancia estratégica determinaría también la función administrativo-económica de la ciudad que se desarrollaría en torno al campamento militar.
Se convertiría en un importante centro militar desde Domiciano y Trajano. La localidad estaba en el camino de las grandes invasiones: sármatas, costobocios, godos, hérulos, etc, por lo que fui destruida. Fue reconstruida en tiempos de Constantino el Grande más tarde de 324 y puesta bajo el mando del Dux Scythiae.

### Edad Media
En 1340, aquí tuvo lugar el ataque de la Horda de Oro. A través de este lugar los turcos enviaron sus ejércitos contra Moldavia, así como los ejércitos rusos durante las guerras anti-otomanas de los siglos XVIII y XIX.
A partir del siglo X, el nombre Noviodunum desaparece y en su lugar encontramos mencionado el de Isaccea. Si antes de la invasión de los tártaros (1241) Noviodunum se había convertido en una auténtica ciudad bizantina, a partir de la segunda mitad del siglo XIII, la zona habitada se fue retirando cada vez más cerca de la fortaleza, donde la encontramos hasta la conquista otomana en 1420. Los turcos desplazaron el centro de gravedad hacia el oeste, donde se había fundado un pequeño asentamiento, probablemente por los tártaros, desde el siglo XIII.

## Descubrimiento y excavaciones
El yacimiento fue descubierto en 1955. El área ha sido sometida a excavaciones recientes, que resaltan la importancia del yacimiento.